# Coverture
Coverture (a veces deletreado couverture) era una doctrina legal por la cual, al contraer matrimonio, los derechos y obligaciones legales de una mujer eran subsumidos por los de su esposo, de acuerdo con el estatus legal de la esposa de feme covert. Una mujer soltera, una feme sole, tenía derecho a poseer propiedades y hacer contratos a su nombre. Coverture surge de la ficción legal de que marido y mujer son una sola persona.
Coverture se estableció en el derecho consuetudinario de Inglaterra durante varios siglos y durante la mayor parte del siglo XIX, influyendo en algunas otras jurisdicciones del derecho consuetudinario. Según Arianne Chernock, la coverture no se aplicó en Escocia, pero no está claro si se aplicó en Gales.
Después del surgimiento del movimiento por los derechos de las mujeres a mediados del siglo XIX, la coverture fue objeto de crecientes críticas por ser opresiva hacia las mujeres, lo que les impedía ejercer los derechos de propiedad ordinarios y acceder a profesiones. La coverture fue modificada sustancialmente por primera vez a finales del siglo XIX por las leyes de propiedad de mujeres casadas aprobadas en varias jurisdicciones legales de derecho consuetudinario, y se debilitó y finalmente se eliminó mediante reformas posteriores. Ciertos aspectos de la coverture (principalmente relacionados con evitar que una esposa incurra unilateralmente en obligaciones financieras importantes de las que sería responsable su esposo) sobrevivieron hasta la década de 1960 en algunos estados de los Estados Unidos.

## Principio
Según el derecho consuetudinario inglés tradicional, se consideraba que una mujer adulta soltera tenía el estatus legal de feme sole, mientras que una mujer casada tenía el estatus de feme couverte. Estos términos son la ortografía inglesa de frases anglo-normandas medievales (la ortografía francesa estándar moderna sería femme seule "mujer soltera" y femme couverte, literalmente "mujer cubierta").
El principio de coverture fue descripto en los Comentarios sobre las Leyes de Inglaterra de William Blackstone a finales del siglo XVIII:

Por matrimonio, el marido y la mujer son una sola persona jurídica: es decir, durante el matrimonio se suspende el ser o la existencia jurídica de la mujer, o al menos se incorpora y consolida en la del marido: bajo cuya ala, protección, y cobertura, ella realiza todo; y por eso en nuestro derecho francés se le llama mujer-cubierta; se dice que es cubierta por su barón o que está bajo la protección e influencia de su marido, su barón o su señor; y su condición durante su matrimonio se llama su cubrimiento. De este principio, de unión de una persona en marido y mujer, dependen casi todos los derechos, deberes y discapacidades legales que cualquiera de los dos adquiere por el matrimonio. No hablo ahora de los derechos de propiedad, sino de los que son meramente personales. Por esta razón, un hombre no puede conceder nada a su esposa, ni concertar un pacto con ella: porque la concesión sería suponer su existencia separada; y hacer un pacto con ella, sería solo un pacto con él mismo: y por lo tanto, también es generalmente cierto, que todos los pactos hechos entre esposo y esposa, cuando son solteros, son invalidados por el matrimonio mixto.

Una feme sole tenía derecho a poseer propiedades y a celebrar contratos en su propio nombre, mientras que una feme covert no tenía derechos y obligaciones legales distintos de los de su marido en la mayoría de los aspectos. En cambio, a través del matrimonio, la existencia de una mujer se incorporaba a la de su marido, de modo que tenía muy pocos derechos individuales reconocidos. Como se expresa en el disenso de Hugo Black en Estados Unidos v. Yazell, "esta regla [coverture] ha funcionado en realidad para significar que aunque el marido y la mujer son uno, el uno es el marido". Una mujer casada no puede ser propietaria de una propiedad, firmar documentos legales o celebrar un contrato, obtener una educación en contra de los deseos de su marido o quedarse con un salario. Si a una esposa se le permitía trabajar, bajo las leyes de coverture, se le exigía que entregara su salario a su esposo. En ciertos casos, la esposa no tenía responsabilidad legal individual por sus fechorías, ya que se asumía legalmente que actuaba bajo las órdenes de su esposo y, en general, un esposo y una esposa no podían testificar ni a favor ni en contra del otro.
Una reina de Inglaterra, ya fuera una reina consorte o una reina reinante, estaba generalmente exenta de los requisitos legales de la coverture, según la entendía Blackstone.

## Historia

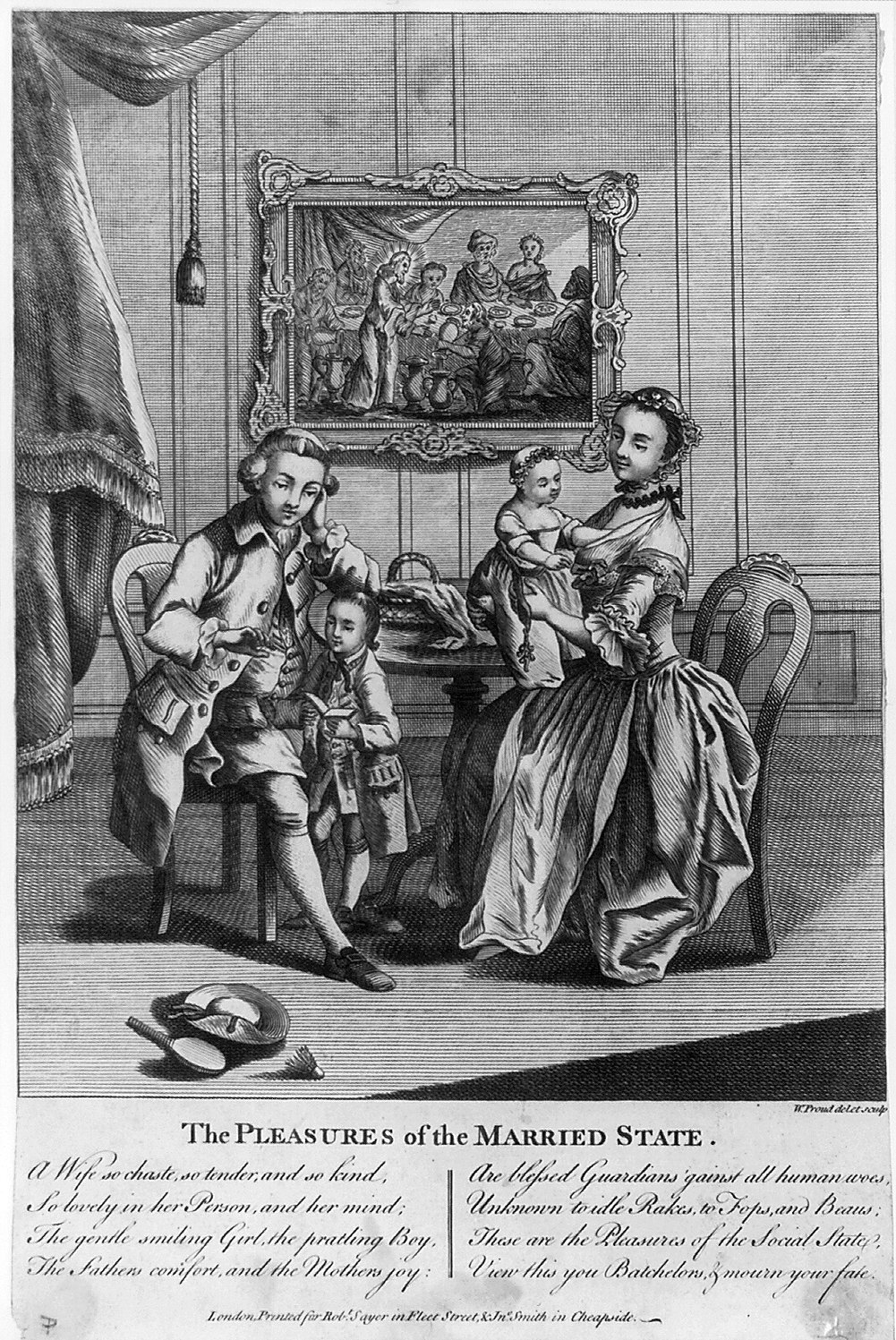
Retrato de un matrimonio inglés, hacia 1780.

El sistema de feme sole y feme covert se desarrolló en Inglaterra en la Alta y Baja Edad Media como parte del sistema de derecho consuetudinario, que tuvo sus orígenes en las reformas legales de Enrique II y otros reyes medievales ingleses. Los tratados legales medievales, como el famoso conocido como Bracton, describían la naturaleza de la coverture y su impacto en las acciones legales de las mujeres casadas. Bracton afirma que marido y mujer eran una sola persona, siendo una carne y una sangre, un principio conocido como "unidad de persona". Los maridos también ejercían poder sobre sus esposas, siendo sus gobernantes y custodios de sus propiedades.
Si bien alguna vez se asumió que las mujeres casadas tenían poco o ningún acceso a los recursos legales, como resultado de la coverture, los historiadores han complicado recientemente nuestro conocimiento de la coverture en la Edad Media a través de varios estudios sobre el estado legal de las mujeres casadas en diferentes tribunales y jurisdicciones. En conjunto, muchos de estos estudios han argumentado que "ha habido una tendencia a exagerar el grado en que se aplica la coverture", ya que los registros legales revelan que las mujeres casadas podrían poseer derechos sobre la propiedad, participar en transacciones comerciales e interactuar con los tribunales. En el Gales medieval posterior a la conquista, se ha sugerido que la coverture solo se aplicaba en determinadas situaciones. Las mujeres casadas eran responsables de sus propias acciones en presentaciones penales y difamación, pero sus maridos las representaron en litigios por secuestro y en alegatos interpersonales.
La extensión de la coverture en la Inglaterra medieval también ha sido matizada por la existencia de costumbres femme sole que existían en algunas ciudades medievales inglesas. Esto les otorgó derechos comerciales y legales independientes como si fueran solteras. Esta práctica se describe en el costumal londinense de Darcy de la década de 1340, que permite a las mujeres casadas que trabajan independientemente de su marido actuar como mujeres solteras en todos los asuntos relacionados con su oficio, como alquilar una tienda y demandar y ser demandada por deudas. Se sabe que la costumbre se adoptó en varias otras ciudades, incluidas Bristol, Lincoln, York, Sandwich, Rye, Carlisle, Chester y Exeter. Algunas colonias británicas de América del Norte también adoptaron esta costumbre en el siglo XVIII. Sin embargo, no está claro cuántas mujeres asumieron este estatus, en qué medida se hizo cumplir legalmente o si la independencia legal y comercial que ofrecía fue ventajosa.